# История Миссисипи

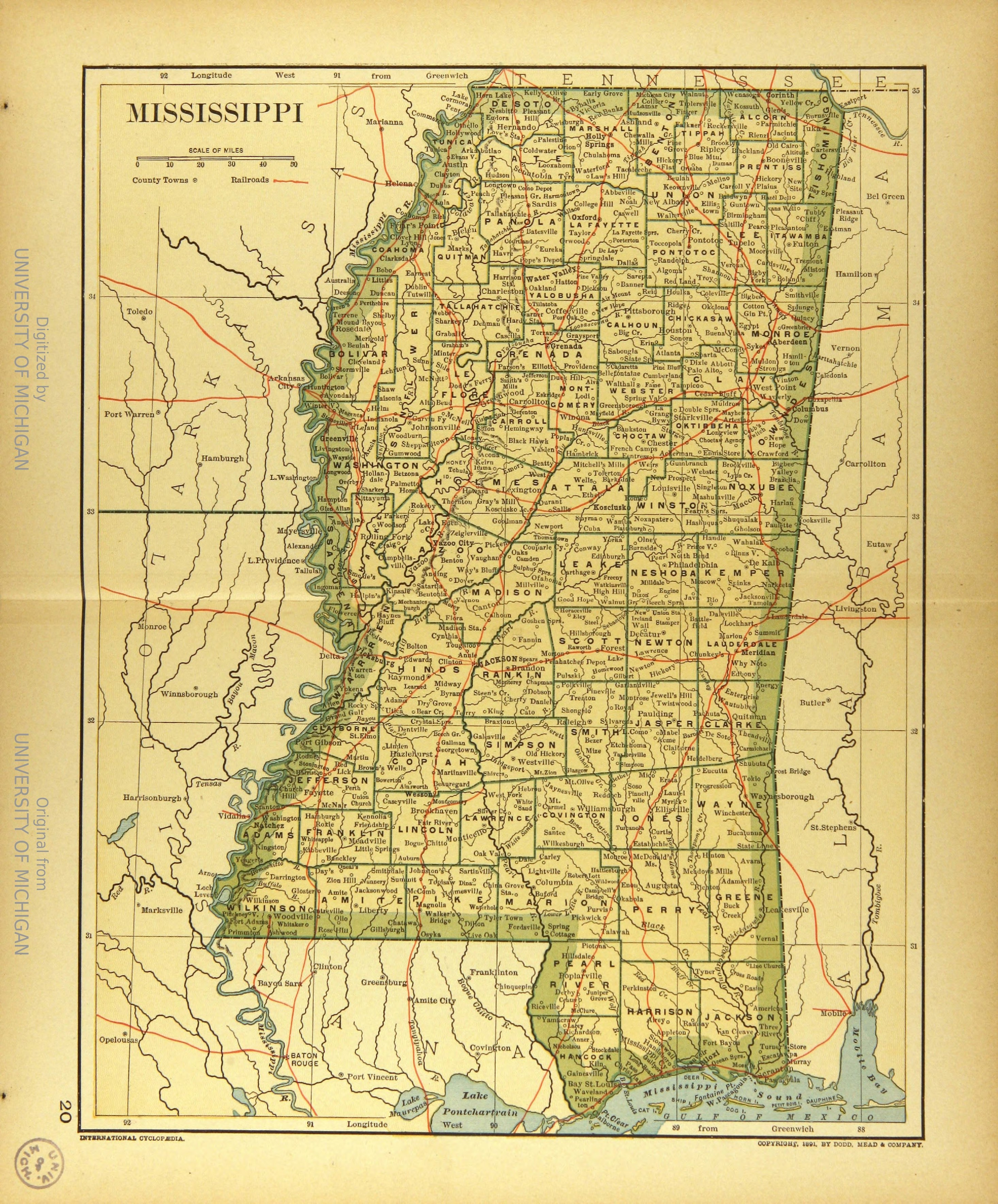
Карта Миссисипи 1894 года

История штата Миссисипи начинается с эпохи заселения территории штата человеком; эта история изучается по археологическим находкам и по остаткам земляных сооружений. Первыми европейцами на этой территории стали французы, которые потом уступили часть территории Испании и Британии. Переселенцы из других штатов Америки начали появляться только в самом начале XIX века, они привезли с собой рабов и основали множество хлопковых плантаций вдоль основных рек. В 1798 году Испания уступила США часть территории, на которой была создана Территория Миссисипи. В марте 1817 года эта территория была разделена на две части: Миссисипи и Алабаму. 
10 декабря 1817 года Миссисипи стал 20-м штатом США. В 1830-х годах федеральное правительство выселило местных индейцев чокто и чикасо на земли к западу от реки Миссисипи. Экономика штата развивалась в основном за счёт производства хлопка, который выращивался вдоль рек Миссисипи и Язу. Плантаторы в основном доминировали в экономике и политике штата, и отчасти по этой причине штат вышел из состава Союза в 1861 году. В годы Гражданской войны здесь произошло несколько крупных сражений, в основном на берегах Миссисипи. Когда война закончилась, штат вошёл в эпох Реконструкции (1865–1877). Демократам удалось вернуться к власти к концу века, и в 1890 году они ввели законы, отстранившие чернокожих от политической жизни и сегрегацию. Многие чернокожие лишились земель, но в 1930-х годах сумели снова обрести её по программе Нового Курса. В ходе Великой Миграции многие чернокожие покинули штат, а оставшиеся стали меньшинством населения. В ходе борьбы за гражданские права им удалось добиться конституционных прав и отмены сегрегации.

## Ранняя история
Первыми людьми в Северной Америке были так называемые «палеоиндейцы». Ранее считалось, что они пришли из Азии в Америку приблизительно 13 000 лет до настоящего времени, хотя существуют недоказанные предположения, что они пришли 20 000 лет назад или даже ранее. На территорию Миссисипи человек пришёл 13 000 лет назад с северо-востока, поскольку орудия труда того времени сделаны в основном из теннессийского сланца. Предположительно они двигались с востока вниз по рекам Теннесси и Миссисипи, и затем на восток по притокам Миссисипи. Близкие по типу орудия труда найдены в восточных штатах, что так же подтверждает теорию о миграции с востока. Это был самый конец ледникового периода, когда ещё существовала мегафауна. В других штатах каменые наконечники копий того времени находят вместе с костями мамонтов и бизонов, что доказывает существование охоты на этих животных. По мере изменения климата и исчезновения мегафауны изменялся и образ жизни людей. Около 8 000 года до нашей эры эпоха палеоиндейцев сменилась Архаической эпохой.
Окончание палеоиндейской эпохи совпадает с концом Плейстоцена, и с преходом от палеолита к неолиту, и этот период иногда называют Эпипалеолитом. Американский Архаический период принято делить на три фазы: Ранний (8000–5000 BC), Средний (5000–3000 BC) и Поздний (3000–1500 BC). Человек перешёл к более оседлому образу жизни, на что повлияло потепление (Климатический оптимум). Уровень океана поднялся, образовались обширные болота и озёра, богатые фауной. Ранний архаический период в Миссисипи изучен плохо, но предположительно он был продолжением палеоиндейской эпохи. Наконечнико кловисского типа в это время сменяются наконечниками с боковыми ложбинками. Потепление Среднего архаического периода привело к появлению долговремнных лагерей в прибрежной зоне. Изделия этой эпохи встречаются далеко на севере у Великих Озёр, и на территории Миссисипи встречаются предметы неместного происхождения, что говорит о зарождении торговли в этот период.
В Поздний архаический период потепление прекратилось, и климат стал прохладнее, ближе к современному. Уровень моря стабилизировался и сформировалась современная линия берега. Люди стали эффективнее использовать ресурсы, вести более оседлый образ жизни, и их численность начала расти. Предположительно именно в этот период в Миссисипи началось одомашнивание растений. В долине реки реки Томбигби появилась первая керамика.
В 800 году до нашей эры начинается Вудлендский период, который принято делить на три фазы: Ранний (800–200 BC), Средний (200 BC–500 AD) и поздний (500–1000). Каждый из них имеет свои региональные особенности. К Этому периоду относят стоянки Чефункте, Уилер, Марксвилл, Милер-1 и Миллер-2. В это время было построено много конических курганов или ритуальных земляных конструкций, таких как Спэниш-Форт. Люди в это время охотились, ловили рыбу, собирали орехи, но местами уже выращивали подсолнечник. К концу эпохи, около 700 года нашей эры, в Миссисипи появились лук и стрелы. В этот период учащаются межплеменные конфликты, люди начинают жить более скученно, отчего ухудшается их здоровье.

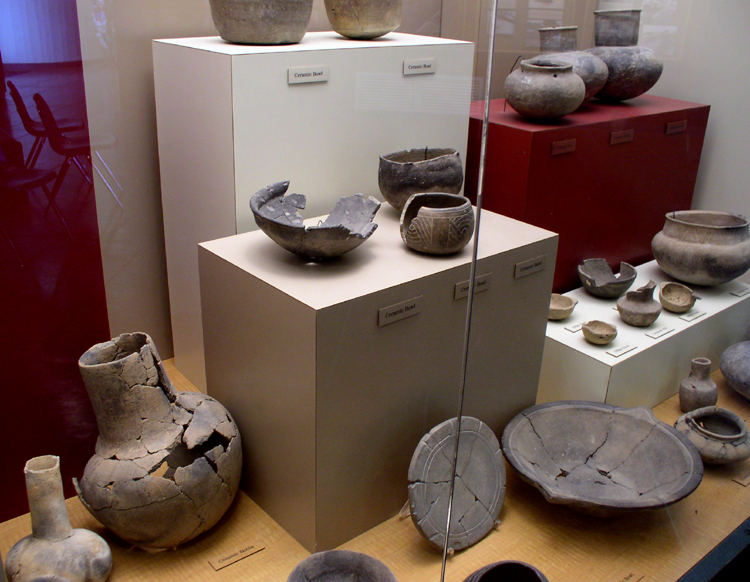
Керамика из Уинтервильских курганов, относящаяся к Плакеминской культуре.

Около 700 года нашей эры в нижней части долины Миссисипи складывается культура Коль-Крик, представители которой строили пирамиды с плоским верхом, обычно вокруг центральной площади поселения. В это время люди выращивали кукурузу, но ещё не как основной продукт питания. Несколько позже сформировалась Плакеминская культура, о которой долгое время шли споры, но со временем устоялось мнение, что она не является частью культуры Коль-Крик, и не относится напрямую к Миссисипской культуре, распространённой севернее. В начале 1980-х возникло предположение, что культура Коль-Крик изменилась под влиянием Миссисипской и так превратилась в независимую Плакеминскую. При этом миссисипская культура постепенно поглощала Плакеминскую, и границы между культурами постепенно смешались к юге: около 1400-1500 года эта граница проходила примерно в районе Виксберга.
К середине XVI века Миссисипская культура пришла в упадок, церемониальные центры были заброшены, люди стали покидать ранее обжитые места. Иногда это связывают с появлением европейцев (испанцы впервые высадились в Южной Каролине в 1521 году) и появлением европейских заразных болезней, хотя упадок миссисипских поселений начался ещё до появления европейцев. Причиной может быть климатическая и экологическая нестабильность на Юго-Востоке в 1400-1500 годах, которая привела к обеднению почв и заставила население переселяться в другие регионы и менять хозяйственный уклад жизни.

### Первые исследования
В 1539 году в Северной Америке появилась испанская экспедиция Хуана де Сото. Испанцы прошли по территории современной Алабамы и в 1540 году вошли в Миссисипи примерно около города Колумбус. Здесь они обнаружили крупное поселение под названием Chicaza, жители которого скрылись. В этом поселении испанцы провели зиму, а в 1541 году, после нескольких столкновений с местными индейцами, ушли на север, на территорию современного Теннесси. Испанцы не обнаружили ничего ценного на Юго-Востоке, и утратили интерес к региону. Никто не появлялся в этих местах до первых французских исследователей в 1680 годы. Уже после ухода испанцев на землях к востоку от Миссисипи сформировались три этнические общности: чокто, чикасо и натчез. Индейцы натчез были в основном потомками тех индейцев, которых видел Де Сото, а чикасо и чокто пришли с севера и заселили необитаемые к тому времени пространства.
В 1670 году англичане основали город Чарльстон и к началу 1690-х годов установили контакт с индейцами чикасо, которых стали снабжать оружием. В 1682 году первые французские исследователи спустились вниз по реке Миссисипи:  экспедиция Ла Саля встретилась с племенами натчез и короа. В 1699 году Жан-Батист де Бьенвиль основал форт Морепа, первое европейское поселение на территории штата Миссисипи. В том же году французы заселили зброшенное поселение индейцев билокси и так появился город Билокси. Земля вокруг поселения не позволяла заниматься сельским хозяйством, поэтому французы приобретали продовольствие у индейцев в обмен на промышленные товары. Основанная таким образом колония стала известна как Французская Луизиана.

### Европейская колонизация
Со времени появления первых колоний в регионе стала расширяться работорговля. Между 1670 и 1715 годами с Юго-Востока было вывезено от 25 000 до 50 000 человек. Лучшими охотниками на рабов  стали индейцы чикасо, которые нападали на более мелкие племена, обращали их в рабство и перепродавали англичанам в Чарльстон, откуда те попадали на плантации Карибских островов. Малые племена таким образом потеряли 2000 — 3 000 человек. Когда этот источник рабов иссяк, чикасо стали нападать на племена индейцев чокто, которые к 1715 году потеряли от таких набегов 1500 — 2500 человек. У чокто не было огнестрельного оружия для защиты, поэтому они обратились за помощью к французам. Де Бьенвиль нуждался в союзниках для борьбы с пробритански настроенными индейцами, поэтому стал охотно заключать с чокто союзные договоры. При помощи французского оружия чокто сумели  отбиться от чикасо.

## Формирование штата

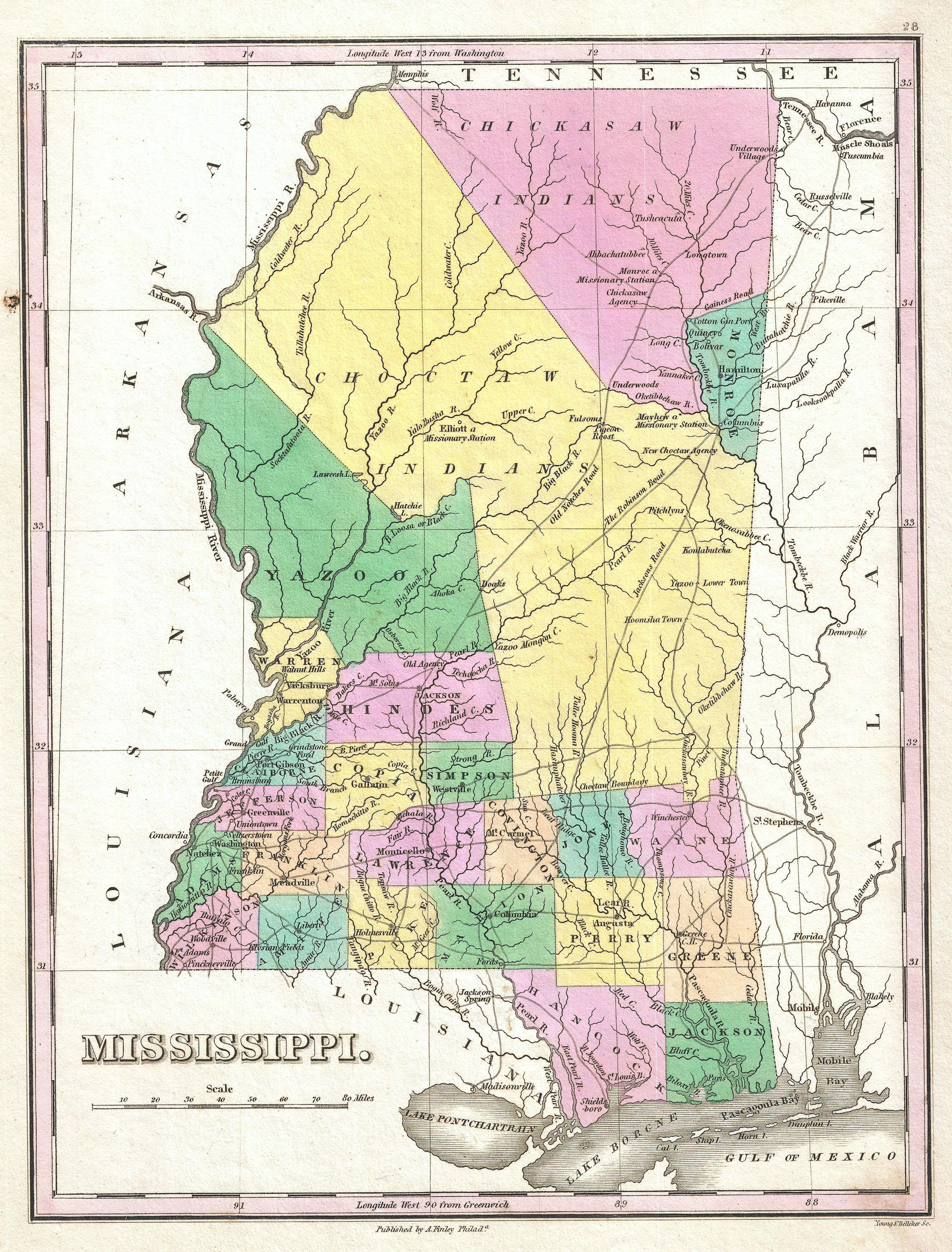
Карта Миссисипи 1827 года.

### Статьи
- Halsell, Willie D. The Bourbon Period in Mississippi Politics, 1875–1890 (англ.) // Journal of Southern History. — Southern Historical Association, 1945. — Vol. 11, iss. 4. — P. 519–537.
- Haynes, Robert V. Territorial Mississippi, 1798–1817 (англ.) // Journal of Mississippi History. — 1945. — Vol. 64, iss. 4. — P. 283–305.